# Anthomyiopsis plagioderae
Anthomyiopsis plagioderae là một loài ruồi trong họ Tachinidae.